# Gunzwil
Gunzwil (toponimo tedesco) è una frazione di 1 875 abitanti del comune svizzero di Beromünster, nel distretto di Sursee (Canton Lucerna).

## Storia

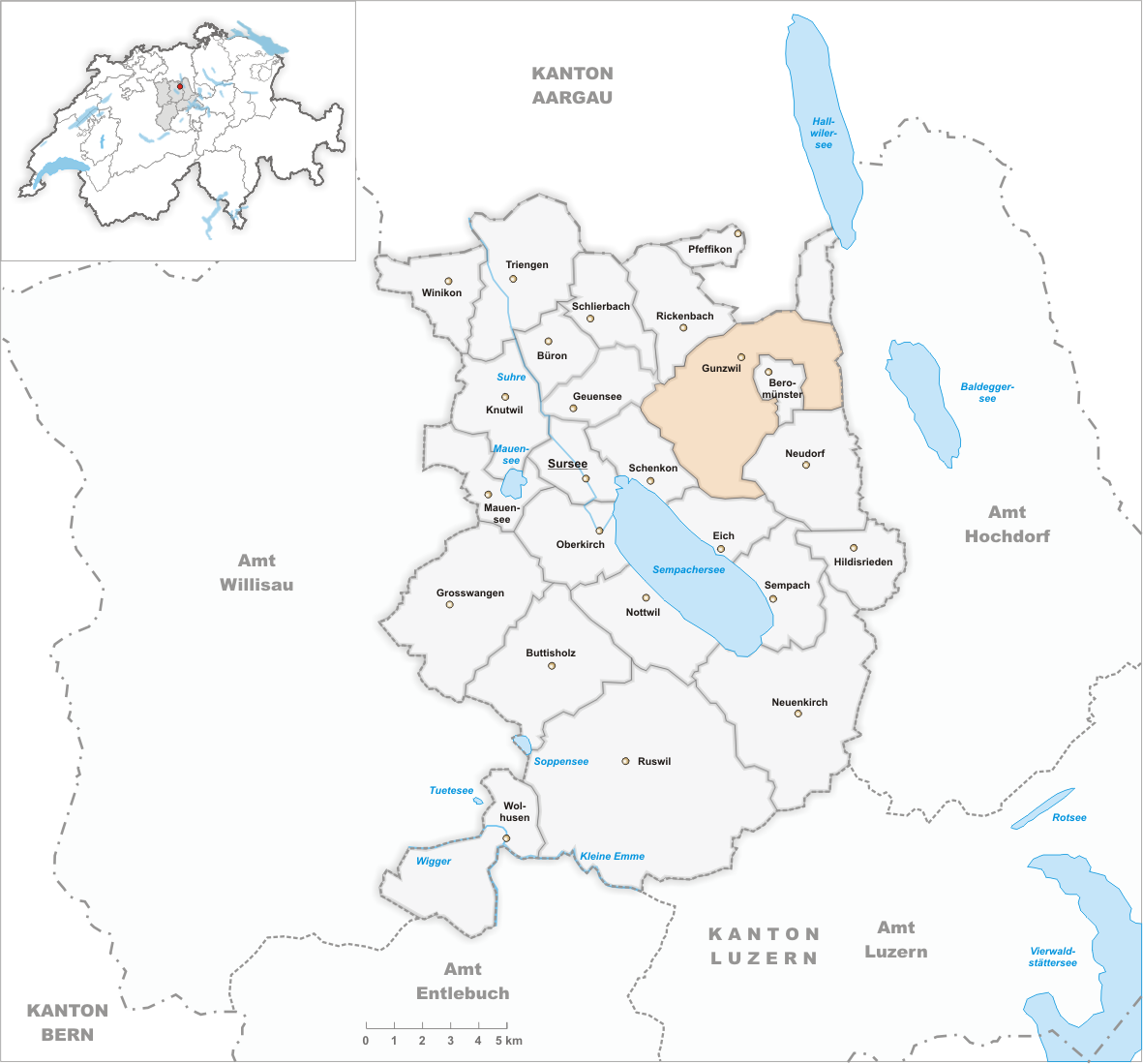
Il territorio del comune di Gunzwil prima degli accorpamenti comunali del 2009

Già comune autonomo che si estendeva per 23,17 km², il 1º gennaio 2009 è stato accorpato a quello di Beromünster.

## Monumenti e luoghi d'interesse
- Cappella cattolica di San Teobaldo (o San Diebold), eretta nel 1581[1];
- Cappella cattolica "im Bühl"[1];
- Cappella cattolica di San Carlo Borromeo, eretta nel 1638[1];
- Torre di Blosenberg, centro trasmettitore dismesso di Radio Beromünster[1][2].

## Società

### Evoluzione demografica
L'evoluzione demografica è riportata nella seguente tabella:
Abitanti censiti